# GRAIN

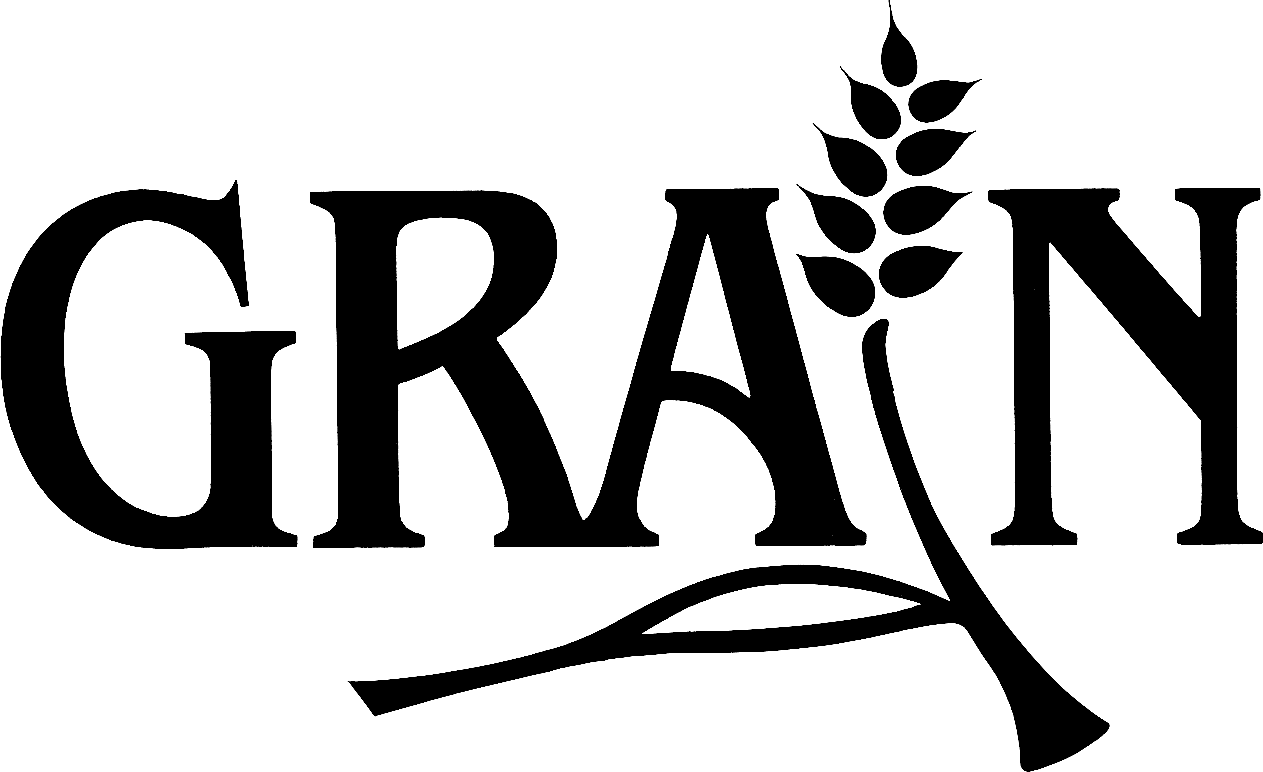
GRAIN logo

GRAIN è una piccola organizzazione no-profit internazionale che lavora per sostenere i piccoli contadini e i movimenti sociali nelle loro lotte per difendere i sistemi alimentari basati sulla biodiversità e il controllo comunitario.

## Storia dell'associazione
Il lavoro di GRAIN risale all'inizio degli anni Ottanta, quando un gruppo di attivisti di diverse parti del mondo iniziarono a attirare l'attenzione sulla drammatica perdita di diversità genetica nei nostri campi - la pietra miliare della produzione alimentare mondiale.
GRAIN iniziò a fare ricerche, a sostenere la causa e a fare lobbying sotto gli auspici di una coalizione di un gruppo di organizzazioni attive nello sviluppo internazionale, principalmente europee. Questo lavoro si allargò e divenne un programma più vasto, coinvolgendo una rete di dimensioni tali da richiedere di continuare sui suoi propri piedi. Nel 1990, si è costituita legalmente GRAIN, fondazione indipendente senza scopo di lucro con la sede a Barcellona.
A metà degli anni Novanta GRAIN giunse a un importante punto di svolta, comprendendo di aver bisogno una migliore connessione con le alternative reali che si sviluppavano sul terreno, nel Sud del mondo. In varie località del mondo, a livello locale, molto gruppi avevano iniziato a riscattare le sementi locali e le conoscenze tradizionali per ricostruire e difendere dei sistemi alimentari basati sulla biodiversità e sotto il controllo delle comunità locali, tralasciando le soluzioni elaborate nei laboratori che avevano invece creato problemi sempre maggiori per gli agricoltori. Dando un giro di vite radicale nell'organizzazione interna, GRAIN mise in atto un processo di decentralizzazione che li ha portati a più stretto contatto con le realtà di base del Sud e a collaborare direttamente con i partner che lavorano a quel livello. Allo stesso momento, hanno introdotto un certo numero di questi partner negli organi direttivi e hanno iniziato una politica di regionalizzazione del proprio staff.